# Villa del Totoral
Villa del Totoral is een plaats in het Argentijnse bestuurlijke gebied Totoral in de provincie Córdoba. De plaats telt 7.110 inwoners.

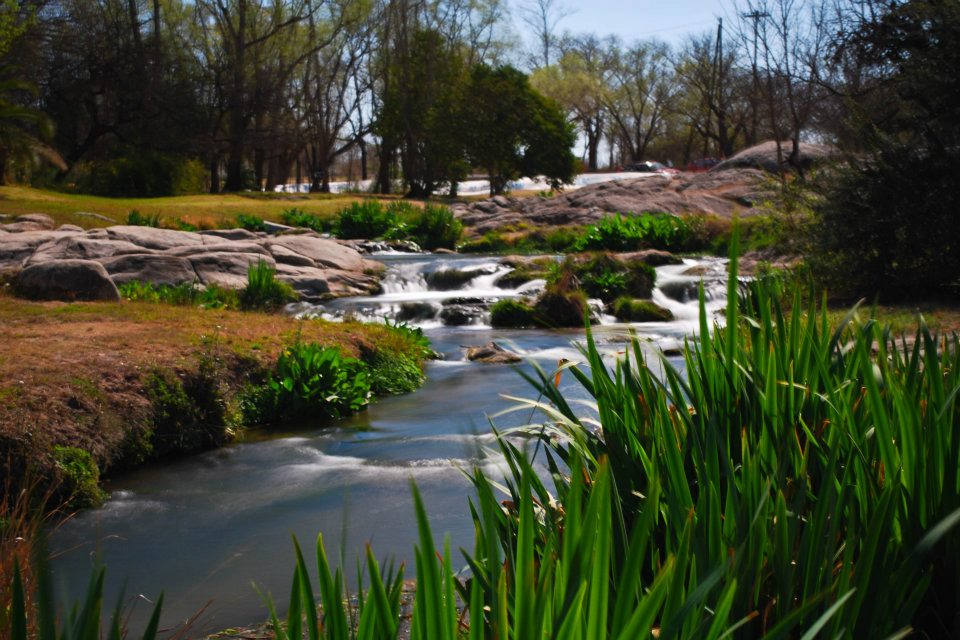